# Villa Alstede

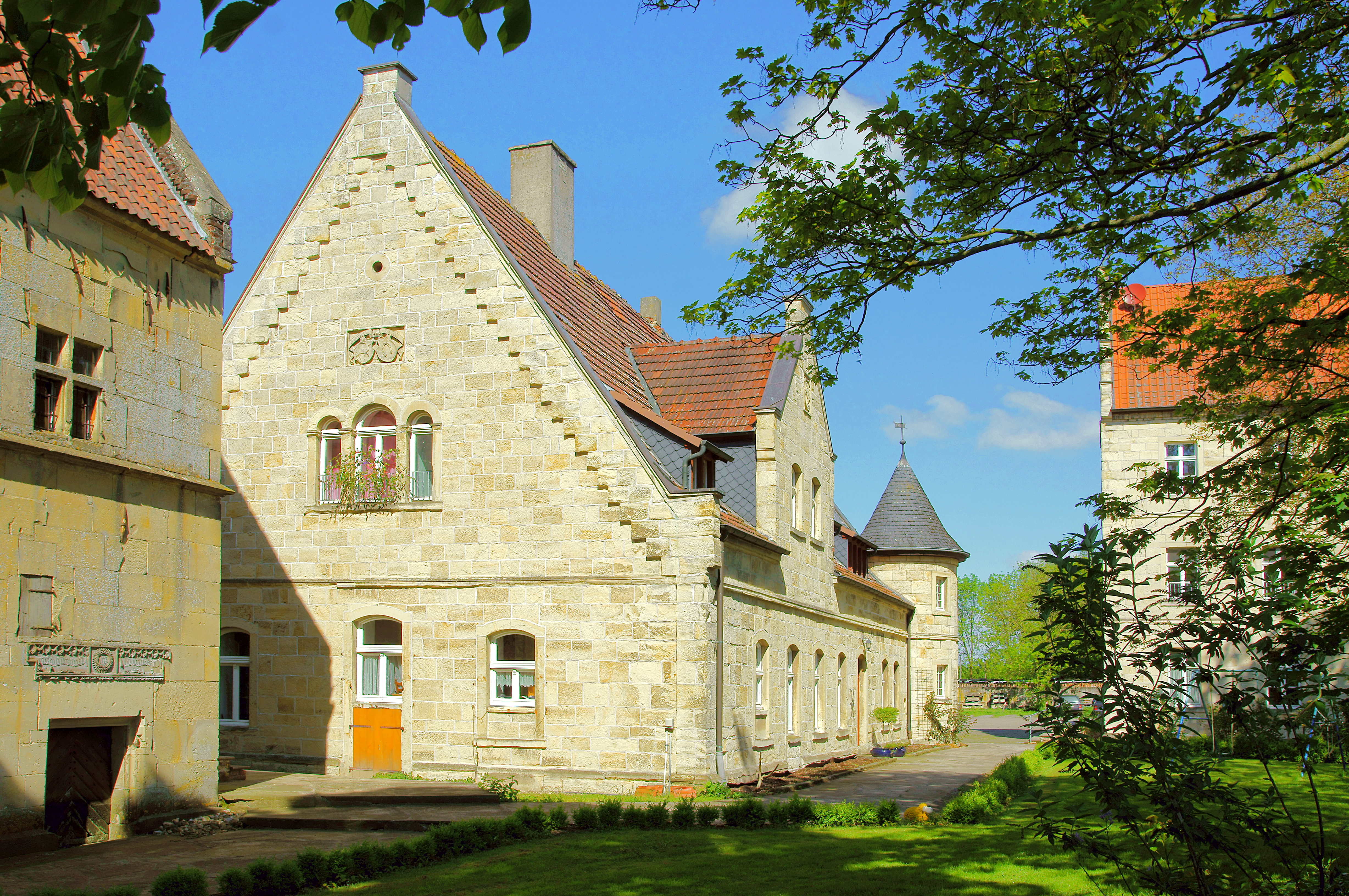
Hofgebäude mit Kemenate von 1536 links und Wohnspeicher von 1890 rechts.

Die Villa Alstede ist eine denkmalgeschützte Hofanlage in der zu Schapdetten gehörenden Bauerschaft Heller in der Gemeinde Nottuln im Kreis Coesfeld (Nordrhein-Westfalen).
Zur Hofanlage gehören neben dem Gutshaus auch ein historischer Wehrspeicher aus der ersten Hälfte des 16. Jahrhunderts und ein heute zu Wohnzwecken genutztes Speichergebäude aus der Zeit um 1890. Sämtliche historisch bedeutsame Gebäude sind aus Baumberger Sandstein errichtet. Die gesamte Hofanlage ist umfangreich saniert, die Maßnahmen wurden zum 800-jährigen Jubiläum der Ersterwähnung im Jahr 2017 abgeschlossen. Das Gut beherbergt seitdem eine Wellenbrecher - Erziehungsanstalt.

## Geschichte
Der am Oberlauf der Stever gelegene Gutshof war der münstersche Haupthof der ehemaligen Bauerschaft Alstede und wurde erstmals 1217 als zum Aegidiikloster in Münster gehörig erwähnt. Die Zugehörigkeit zum Aegidiikloster blieb bis zur Säkularisation am Anfang des 19. Jahrhunderts durchgehend bestehen. Eigentümer waren die Herren von Stevening (seit 1353), von Droste zu Uhlenbrock (seit 1583), von Droste zu Möllenbeck (seit 1603) und deren Hauptlinie Droste zu Hülshoff (ab 1652). Über den Besitzwechsel an die Schulzenfamilie Bölling liegen keine gesicherten Informationen vor. Die heutigen Eigentümer der Familie Schulze Hauling sind seit 1825 im Besitz der Hofstelle.
Das 1877 umgebaute Haupthaus mit Turmerker wurde ursprünglich im 16. Jahrhundert errichtet. 1908 fielen bei einem Brand Teile des Interieurs den Flammen zum Opfer. Die Diele wurde danach im Jugendstil in herausragender handwerklicher Qualität neu ausgestattet.

## Wehrspeicher („Kemenate“) von 1536
Der zweigeschossige Quaderbau aus Baumberger Sandstein wurde wohl um 1500 errichtet. Im Kellergeschoss sind einige Schießscharten in die Wände eingelassen. Der Giebel ragt über die Dachfläche hinaus. An der Eingangsgiebelseite befinden sich Ladeluken, die früher mit Auslegern ausgestattet waren. Der Kaminstein am Kellereingang ist mit 15(36) bezeichnet, er ist mit Maßwerk, einer Inschrift und zwei humorvollen Jagdszenen geschmückt. Der luxuriöse Wohnraum im Obergeschoss ist mit einem Sandsteinkamin mit drastischen Konsolfigürchen ausgestattet. Ebenfalls enthält der Raum einen ehemaligen Hängeabtritt und eine Waschnische.
Ursprünglich war der Speicher von einer Gräfte umgeben. Mit seiner Bauweise und Ausstattung war er als Lagerraum, Wohnraum und Zufluchtsstätte in kriegerischen Zeiten gleichermaßen geeignet.
Der Wehrspeicher war im September 1999 zum Denkmal des Monats in Westfalen-Lippe ausgewählt.

## Wohnspeicher von 1890

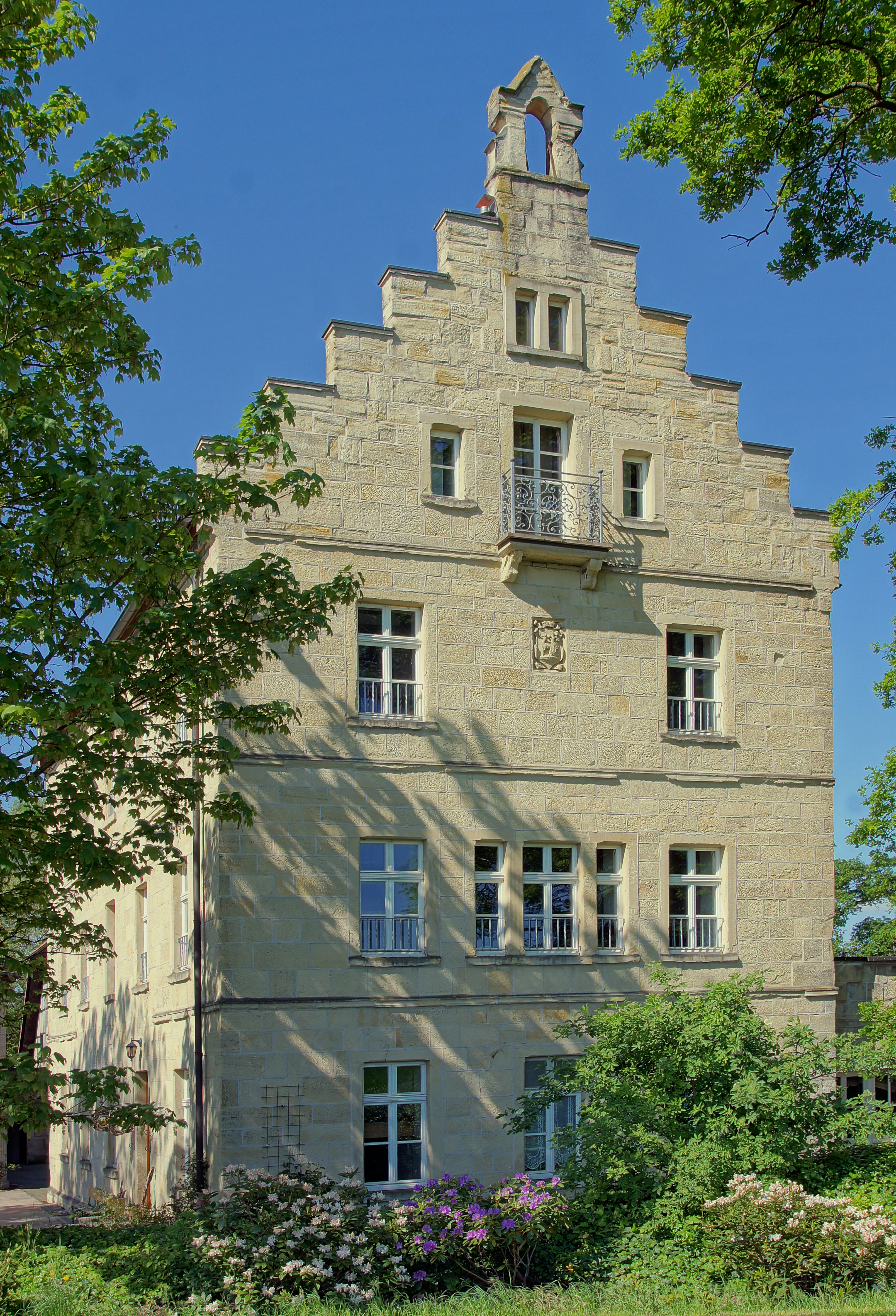
Speicher von 1890 auf dem Hof Schulze Hauling

Das um 1890 errichtete Speichergebäude gilt als höchste Gebäude seiner Art im Münsterland. Es handelt sich hier um einen der aufwändigsten und besterhaltenen bewohnten Speicher in Westfalen. Die Mauerstärke im Keller beträgt 1,30 Meter, im Giebel weisen die Wände noch 65 Zentimeter starke Wände auf. Nach dem Zweiten Weltkrieg wurde im ersten Obergeschoss erstmals eine Wohnung eingerichtet. Nach der zwischenzeitlich durchgeführten Restauration weist der Speicher jetzt zwei Wohnungen von 150 bzw. 300 Quadratmetern Fläche auf.